# Andrzej Kobiak
Andrzej Kobiak (ur. 14 lipca 1951 w Bydgoszczy) – polski przedsiębiorca, samorządowiec i polityk, senator VIII, IX, X i XI kadencji (od 2011).

## Życiorys
Syn Michała i Leokadii. Ukończył Technikum Mechaniczno-Elektryczne w Bydgoszczy, a następnie Akademię Techniczno-Rolniczą w Bydgoszczy. Po studiach pracował w zakładach Spomasz i Jutrzenka, gdzie zaangażował się w działalność NSZZ „Solidarność”. Po przemianach politycznych założył własną firmę Łuczniczka, początkowo z siedzibą w Bydgoszczy, a następnie w Tucholi, zatrudniając w 2011 około 180 osób.
Był członkiem Kongresu Liberalno-Demokratycznego i Unii Wolności, a także współorganizatorem kujawsko-pomorskich struktur Platformy Obywatelskiej. Zasiadał w bydgoskiej radzie miasta. Kandydował bez powodzenia do parlamentu w 1993, 1997 i 2005, a w 1998 do sejmiku kujawsko-pomorskiego. W wyborach samorządowych w 2006 i w 2010 był wybierany do sejmiku województwa III i IV kadencji.
W wyborach w 2011 ponownie był kandydatem PO do Senatu, startując w okręgu wyborczym nr 9. Uzyskał 77 485 głosów (32,25%), co dało mu pierwsze miejsce i mandat senatorski. W 2015, 2019 i 2023 z powodzeniem ubiegał się o reelekcję; dostał odpowiednio: 102 191 głosów (43,20%), 150 472 głosy (52,66%) oraz 191 824 głosy (58,31%). W Senacie obejmował m.in. funkcję wiceprzewodniczącego Komisji Regulaminowej, Etyki i Spraw Senatorskich.

## Wyniki w wyborach ogólnopolskich
| Wybory | Komitet wyborczy    | Komitet wyborczy                | Organ             | Okręg            | Wynik            |
| ------ | ------------------- | ------------------------------- | ----------------- | ---------------- | ---------------- |
| 1993   |                     | Kongres Liberalno-Demokratyczny | Sejm II kadencji  | nr 6             | 103 (0,02%)      |
| 1997   |                     | Unia Wolności                   | Senat IV kadencji | nr 5             | 74 900 (19,32%)  |
| 2005   |                     | Platforma Obywatelska           | Senat VI kadencji | nr 4             | 59 017 (20,20%)  |
| 2011   | Senat VIII kadencji | Platforma Obywatelska           | nr 9              | 77 485 (32,25%)  |                  |
| 2015   | Senat IX kadencji   | Platforma Obywatelska           | nr 9              | 102 191 (43,20%) |                  |
| 2019   |                     | Koalicja Obywatelska            | nr 9              | Senat X kadencji | 150 472 (52,66%) |
| 2023   | Senat XI kadencji   | Koalicja Obywatelska            | nr 9              | 191 824 (58,31%) |                  |